# CC-101
La CC-101 es una carretera perteneciente a la Red Primaria de la Diputación Provincial de Cáceres, que une la localidad de Valverde del Fresno con el Límite de la C. A. de Castilla y León en la Provincia de Cáceres.
Su denominación oficial es "Carretera de Valverde del Fresno a límite con Salamanca (a Navasfrías)".

## Historia de la carretera
Esta carretera está formada por la antigua carretera CC-65 que fue renombrada en el cambio del catálogo de Carreteras de la Diputación Provincial de Cáceres en el año 2022.

## Origen y Destino
La carretera  CC-101  tiene su origen en el casco urbano de Valverde del Fresno, y termina en el Límite de la C. A. de Castilla y León  en el término municipal de Valverde del Fresno, continuando por la carretera  DSA-371 , formando parte de la Red de Carreteras de la Diputación de Cáceres.